# Marsupidium limbatum
Marsupidium limbatum là một loài rêu tản trong họ Acrobolbaceae. Loài này được (Stephani) Grolle miêu tả khoa học lần đầu tiên năm 1965.